# Elmo Lakka
Elmo Lakka (Elimäki, 10 aprile 1993) è un ostacolista finlandese.

## Biografia
Ha rappresentato il suo paese in due campionati europei all'aperto e uno indoor senza qualificarsi per la finale.
I suoi record personali sono 13"59 secondi nei 110 metri ostacoli (+1,2 m/s, Kuortane 2019) e 7"67 secondi nei 60 metri ostacoli (Kuopio 2019).
Il 2 giugno 2021 ha corso 13"31 (-0.3) all'Harjun stadion, a Jyväskylä, battendo il record nazionale.

## Palmarès
| Anno | Manifestazione    | Sede       | Evento   | Risultato   | Prestazione | Note |
| ---- | ----------------- | ---------- | -------- | ----------- | ----------- | ---- |
| 2011 | Europei juniores  | Tallinn    | 110 m hs | Semifinale  | 14"44       |      |
| 2012 | Mondiali juniores | Barcellona | 110 m hs | Semifinale  | 13"74       |      |
| 2015 | Europei U23       | Tallinn    | 110 m hs | 6º          | 14"03       |      |
| 2015 | Europei U23       | Tallinn    | 4x100 m  | Batteria    | dnf         |      |
| 2016 | Europei           | Amsterdam  | 110 m hs | Semifinale  | 13"87       |      |
| 2017 | Europei indoor    | Belgrado   | 60 m hs  | Batteria    | 7"52        |      |
| 2018 | Europei           | Berlino    | 110 m hs | Semifinale  | 13"60       |      |
| 2019 | Europei indoor    | Glasgow    | 60 m hs  | Semifinale  | 7"71        |      |
| 2019 | Mondiali          | Doha       | 110 m hs | Batteria    | 13"73       |      |
| 2021 | Europei indoor    | Toruń      | 60 m hs  | Semifinale  | 7"71        |      |
| 2021 | Giochi olimpici   | Tokyo      | 110 m hs | Semifinale  | 13"67       |      |
| 2022 | Mondiali          | Eugene     | 110 m hs | Batteria    | 13"91       |      |
| 2022 | Europei           | Monaco     | 110 m hs | Batteria    | 13"78       |      |
| 2023 | Europei indoor    | Istanbul   | 60 m hs  | Semifinale  | 7"83        |      |
| 2023 | Mondiali          | Budapest   | 110 m hs | Batteria    | 13"69       |      |
| 2024 | Mondiali indoor   | Glasgow    | 60 m hs  | Semifinale  | 7"70        |      |
| 2024 | Europei           | Roma       | 110 m hs | Batteria    | 14"10       |      |
| 2024 | Giochi olimpici   | Parigi     | 110 m hs | Ripescaggio | 13"75       |      |
| 2025 | Europei indoor    | Apeldoorn  | 60 m hs  | Semifinale  | 7"81        |      |